# Basidiobolales
Basidiobolales es un orden de hongos zigomicetos de la división Zoopagomycota y subdivisión Entomophthoromycotina que anteriormente se solían clasificar en la división parafilética Zygomycota.
De acuerdo con análisis filogenéticos el grupo hermano de Basidiobolales es sorpresivamente el orden Olpidiales que anteriormente se clasificaban como quitridios pertenecientes a la división Chytridiomycota.

## Descripción
Poseen un talo micelial, con septos regulares o células no nucleadas; núcleos grandes (a menudo> 10 μm de largo), con un gran núcleo central; las zigosporas son gruesas con paredes de dos capas que se forman homotalicamente en el eje de las células parentales; conidióforo simple, con una hinchazón bulbosa debajo del conidio en desarrollo; conidios globosos, uninucleados, con una pequeña papila cónica basal, liberada por un mecanismo similar a un cohete. Se reproducen asexualmente. En cuanto a su ecología pueden ser saprótrofos o parásitos de animales especialmente anfibios y reptiles.

## Clasificación
El orden contiene una familia Basidiobolaceae y tres géneros:
- Basidiobolales
  - Basidiobolaceae
    - Basidiobolus
    - Drechslerosporium
    - Schizangiella